# Мальчишки (фильм, 1962)
«Мальчишки» (фин. Pojat) — финский художественный фильм, снятый режиссёром Микко Нисканеном в 1962 году.
Экранизация одноименного романа Пааво Ринтала. Премьера фильма состоялась 30 ноября 1962 г.

## Сюжет
Фильм рассказывает о жизни школьников в северном финском городе Оулу в грозный период Второй мировой войны.
Группа озорных финских мальчиков, в отсутствие родителей, ушедших на войну, переживают взлеты и падения жизни. Они бредят войной и солдатами немецкой армии и мечтают о военных подвигах.

## В ролях
- Пентти Таркиайнен —  Ильмар Каарела «Имму»
- Веса-Матти Лойри — Джако «Джейк» Хойкка
- Лийса Невалайнен — Мать Джейка
- Кауко Хеловирта — Капитан Фриц Майер  («Дядя Фриц»)
- Маркку Седерстрём — Уркки
- Ика Илькаре — Марти
- Ути Саурио — Пааво Харью, "Паштет"
- Илкка Лийканен — Марти
- Мартти Исосало — Топи
- Хан Виранмяки — Мать Корпи
- Хейки Риссанен — Каалеппи
- Рейма Эскелинен — мальчик из Туйры
- Йорма Валтанен — мальчик из Туйры
- Олави Ахонен — священник